# A Coruña (tartomány)
A Coruña (spanyol nyelven La Coruña) Spanyolország egyik tartománya Galicia autonóm közösségben. Hivatalos neve galiciai nyelven szerepel.
Spanyolország északnyugati részén található. Itt nyúlik az Atlanti-óceánba a Touriñán-fok, amely az egész ország (szárazföldi részének) legnyugatibb pontja, és ahol az év több hónapjában is (a kontinentális) Európában utoljára megy le a Nap.
A Coruñát délről Pontevedra, keletről Lugo tartományok határolják.